# Papieska elekcja 1153
Papieska elekcja 8-12 lipca 1153 – odbyła się po śmierci papieża Eugeniusza III i zakończyła wyborem kardynała Corrado Demetri, który przyjął imię Anastazy IV.

## Śmierć Eugeniusza III
Eugeniusz III, pierwszy papież z zakonu cystersów, zmarł 8 lipca 1153 w Tivoli. W trakcie niemal całego swego pontyfikatu miał on poważne problemy z komuną miejską w Rzymie i często musiał rezydować poza Wiecznym Miastem. Liderem stronnictwa przeciwnego świeckiej władzy papieża był Arnold z Brescii. Problemy Eugeniusza III z rzymianami miały duży wpływ na sukcesję po nim.

## Kardynałowie elektorzy
Za pontyfikatu Eugeniusza III doszło do formalnego ukonstytuowania Świętego Kolegium Kardynałów jako korporacyjnej struktury kościelnej, grupującej kardynałów trzech stopni: biskupów, prezbiterów i diakonów. W lipcu 1153 roku Święte Kolegium liczyło prawdopodobnie 35 kardynałów, nie wiadomo jednak ilu z nich uczestniczyło w elekcji. Na podstawie danych o zagranicznych misjach legackich w tym roku oraz innych funkcjach pozakurialnych pełnionych przez kardynałów można stwierdzić, że co najmniej pięciu kardynałów było nieobecnych, zatem maksymalna liczba wyborców następcy Eugeniusza III wynosi 30, a niewykluczone, że było ich nawet mniej:
- Konrad Demetri (nominacja kardynalska 21 lutego 1114) — kardynał biskup Sabiny; prymas Świętego Kolegium Kardynałów
- Imar OSBCluny (14 marca 1142) — kardynał biskup Tusculum
- Waryn CanReg (23 grudnia 1144) — kardynał biskup Palestriny
- Hugo OCist (22 grudnia 1151) — kardynał biskup Ostii
- Gregorio Centu (2 marca 1140) — kardynał prezbiter S. Maria in Trastevere; protoprezbiter Świętego Kolegium Kardynałów
- Guido Florentinus (2 marca 1140) — kardynał prezbiter S. Crisogono
- Ubaldo de Lucca (17 grudnia 1138) — kardynał prezbiter S. Prassede
- Manfred (18 grudnia 1143) — kardynał prezbiter S. Sabina
- Ariberto (18 grudnia 1143) — kardynał prezbiter S. Anastasia
- Juliusz (20 maja 1144) — kardynał prezbiter S. Marcello
- Ubaldo CanReg (20 maja 1144) — kardynał prezbiter S. Croce in Gerusalemme
- Guido Puella CanReg (23 grudnia 1144) — kardynał prezbiter S. Pudenziana
- Jordan OCarth (23 grudnia 1144) — kardynał prezbiter S. Susanna
- Ottaviano de Monticello (26 lutego 1138) — kardynał prezbiter S. Cecilia
- Astaldo degli Astalli (18 grudnia 1143) — kardynał prezbiter S. Prisca
- Rolando Bandinelli (23 września 1150) — kardynał prezbiter S. Marco; kanclerz Świętego Kościoła Rzymskiego
- Gerard (3 marca 1151) — kardynał prezbiter S. Stefano al Monte Celio
- Giovanni Paparoni (18 grudnia 1143) — kardynał prezbiter S. Lorenzo in Damaso
- Cencio de Gregorio (3 marca 1151) — kardynał prezbiter S. Lorenzo in Lucina
- Giovanni da Sutri (22 lutego 1152) — kardynał prezbiter Ss. Giovanni e Paolo
- Enrico Pisano OCist (22 lutego 1152) — kardynał prezbiter Ss. Nereo ed Achilleo
- Giovanni Morrone (22 lutego 1152) — kardynał prezbiter Ss. Silvestro e Martino ai Monti
- Odone Bonecase (5 marca 1132) — kardynał diakon S. Giorgio in Velabro; protodiakon Świętego Kolegium Kardynałów
- Rudolf (18 grudnia 1143) — kardynał diakon S. Lucia in Septisolio
- Guido di Crema (20 maja 1144) — kardynał diakon S. Maria in Portico
- Giacinto Bobone (23 grudnia 1144) — kardynał diakon S. Maria in Cosmedin
- Giovanni Gaderisio CanReg (23 września 1150) — kardynał diakon Ss. Sergio e Bacco
- Ottone da Brescia (22 lutego 1152) — kardynał diakon S. Nicola in Carcere
- Gerard de Namur (22 lutego 1152) — kardynał diakon S. Maria in Via Lata
- Bernard de Rennes OCist (24 maja 1152) — kardynał diakon Ss. Cosma e Damiano

Sześciu elektorów mianował Innocenty II, pięciu Celestyn II, siedmiu Lucjusz II, jednego Paschalis II, a pozostałych jedenastu Eugeniusz III.

### Nieobecni
Co najmniej pięciu kardynałów było nieobecnych w kurii na początku lipca 1153 roku, w tym czterech legatów na misjach zagranicznych i opat Montecassino:
- Nicholas Breakspeare CanReg (17 grudnia 1149) — kardynał biskup Albano; legat papieski w Skandynawii
- Rainaldo di Collemezzo OSB (1141) — kardynał prezbiter Ss. Marcellino e Pietro; opat Montecassino
- Bernard CanReg (23 grudnia 1144) — kardynał prezbiter S. Clemente; archiprezbiter bazyliki watykańskiej; legat papieski w Niemczech
- Gregorio de Jacinto (18 grudnia 1143) — kardynał diakon S. Angelo in Pescheria; legat papieski w Niemczech
- Ildebrando Grassi CanReg (22 lutego 1152) — kardynał diakon S. Eustachio; legat papieski w Lombardii

Dwóch nieobecnych mianował Eugeniusz III, po jednym Innocenty II, Celestyn II i Lucjusz II.

## Wybór Anastazego IV
Dzień po śmierci Eugeniusza III kardynałowie zebrali się w celu dokonania wyboru jego następcy. 12 lipca, czwartego dnia obrad jednogłośnie wybrali kardynała biskupa Sabiny Corrado Demetri, rodowitego rzymianina, który za pontyfikatów Innocentego II i Eugeniusza III kilkakrotnie pełnił funkcję wikariusza Rzymu i Italii i utrzymywał dobre stosunki z komuną miejską. Elekt przybrał imię Anastazy IV. Jego wybór został przyjęty przez mieszkańców Wiecznego Miasta bardzo pozytywnie i jeszcze tego samego dnia nowy papież bez żadnych problemów został intronizowany w bazylice laterańskiej.

## Uzupełniające źródła internetowe
- George William Greenaway, Arnold of Brescia, s. 147
- S. Miranda: papieska elekcja 1153